# حیات وحش پرو

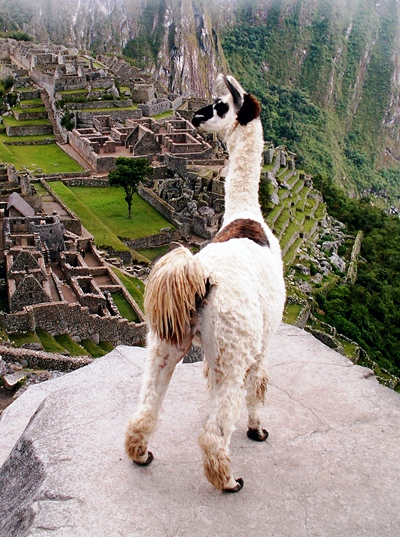
یک لامای پرویی مشرف بر خرابه‌های ماچو پیچوی امپراتوری اینکای باستانی

پرو یکی از بزرگترین تنوع‌های زیستی در جهان را دارد. پرو به‌خاطر وجود کوه‌های آند، جنگل‌های آمازون و اقیانوس آرام متعلق به گروه منتخب کشورهای دارای تنوع زیستی کلان است. پرو چهارمین کشور دارای بیشترین جنگل‌های استوایی و نهمین کشور دارای بیشترین جنگل در دنیا است. این کشور بر اساس بررسی‌های مختلف در میان پنج کشور دارای بزرگترین تنوع زیستی رتبه‌بندی شده‌است.

## مناطق محافظت‌شده طبیعی
قانون اساسی پرو در سال ۱۹۹۳ منابع طبیعی و بوم‌سازگان‌های پرو را بخشی از میراث آن تشخیص داد. در سال ۱۹۹۹ سیستم ملی مناطق طبیعی محافظت‌شده توسط کشور (El Sistema Nacional de Áreas Naturales Protegidas por el Estado) توسط دولت پرو احداث شد.